# タイタイ (リサール州)
タイタイ町はフィリピンのルソン島のカラバルソン地方のリサール州の都市である。カインタに次いで2番目に人口が多い町である。マニラ首都圏と都市は繋がっている。北にカインタ、西にパシッグとタギッグ、東にアンティポロ、南にアンゴノと接する。「木工細工と衣服の首都」と呼ばれる。2014年には10位だったが、2015年には3番目に競争力の有る都市になった。

## 歴史

### 王国時代
タイタイはナマヤン王国の集落として、バエ湖の近くに造られた。王国の首都は現在のサンタ・アナにあった。

### スペイン領フィリピン
1579年、スペイン人が到達し、住民にキリスト教を広め始めた。
1582年、トンド州の下に置かれた。
1591年、イエズス会が行政を乗っ取った。古い集落は湖に近く洪水が起きやすいことから、教会を現在と同じ内陸の丘の上に移転した。多くの住民が教会と共に内陸に移住した。
1853年、現在のリサール州の他の都市と共にモロン州に入った。

### フィリピン第一共和国
1899年の米比戦争では、タイタイで多くの人が殺害され、教会は焼け落ち町は崩れ落ちた。
1901年6月11日、タイタイはリサール州に入った。

### アメリカ領フィリピン
1903年、タイタイはカインタとアンゴノと合併した。同年後半にアンゴノはビナンゴナンと合併する為にタイタイから分離した。
1914年、カインタが分離し再び独立町になった。

### 第二次世界大戦
1942年、日本軍がタイタイを占領した。
1945年、フィリピン軍とゲリラが協力して日本軍を撃退した。

### フィリピン第三共和国
1975年11月7日、マニラ首都圏が設置されたが、タイタイはリサール州に残った。
2016年、タイタイ市長は「人口・面積・収入の全ての面で市になる資格がある」と述べた。